# Digitalis lutea
Digitalis lutea
 (juillet 2016).
Si vous disposez d'ouvrages ou d'articles de référence ou si vous connaissez des sites web de qualité traitant du thème abordé ici, merci de compléter l'article en donnant les références utiles à sa vérifiabilité et en les liant à la section « Notes et références ».
Espèce
Classification phylogénétique
La Digitale jaune, Digitale à petites fleurs ou Petite Digitale (Digitalis lutea) est une plante herbacée, hermaphrodite, haute de 60 à 100 cm. Elle est plus petite que la digitale pourpre. La fleur contient de la digitaline (toxique, et autrefois utilisée pour le traitement des insuffisances cardiaques).
Elle appartient à la famille des Plantaginacées (Scrofulariacées selon la classification classique).

## Description

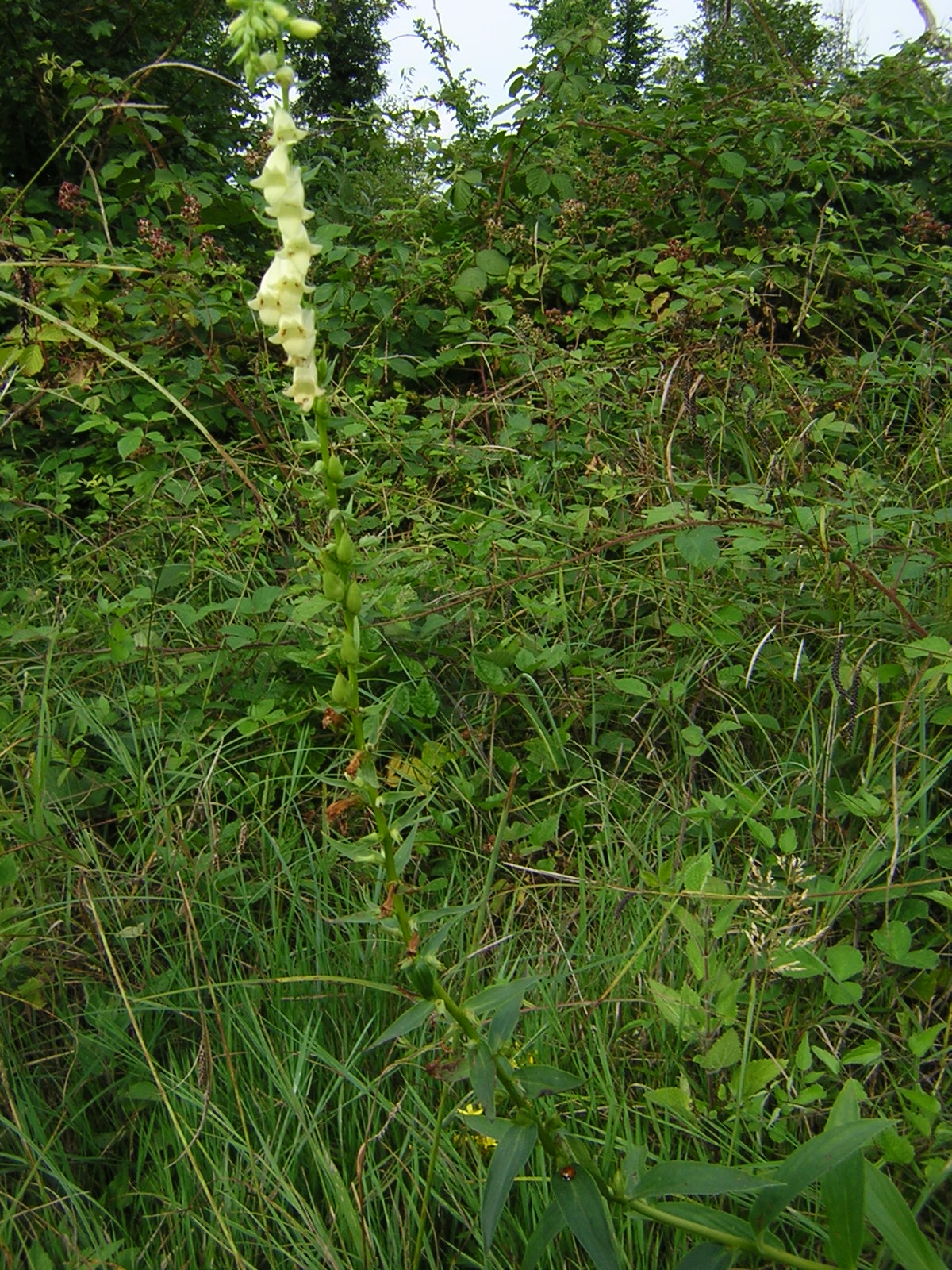

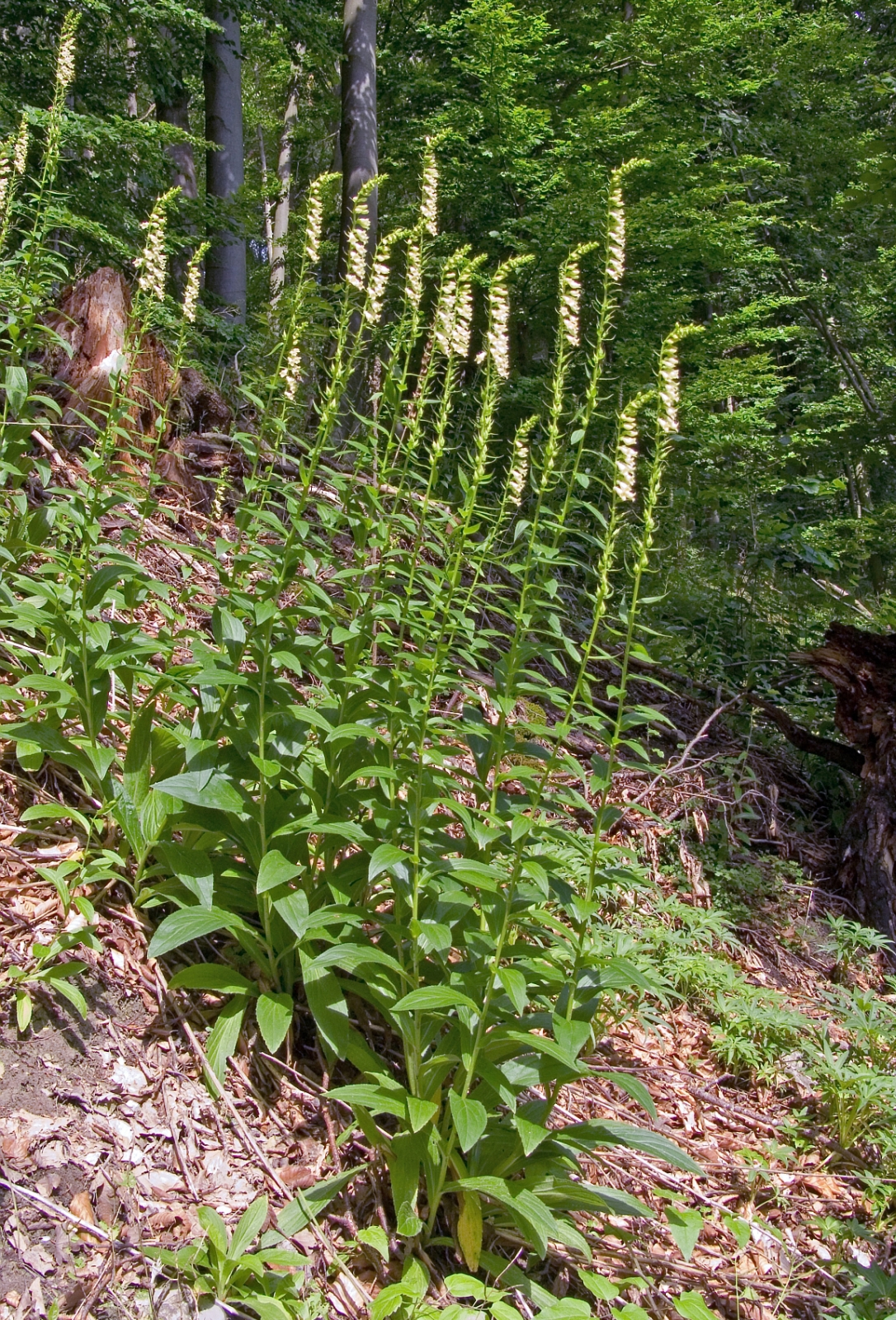
.. dans son habitat

La tige simple présente des feuilles alternes glabres sur les deux faces, plus grandes vers le bas. Les inférieures sont rétrécies en pétiole, les supérieures sont sessiles à base arrondie, à limbe longuement lancéolé, glabre ou à marges ciliées, denticulées.
La plante produit en juin des fleurs à corolle jaune pâle, dont l'intérieur est velu et présentant une lèvre supérieure divisée en deux lobes redressés. Le racème est simple, très allongé, unilatéral et feuillé ; le calice est glabre ou cilié,  à 5 divisions ovales-lancéolés ; la corolle jaunâtre à blanc cassé mesure 15 à 20 mm de long et 5 à 7 mm de large. Elle est tubuleuse, renflée, glabre en dehors, et garnie de longs poils au dedans. Les étamines sont apparentes de l'extérieur. Les fleurs disposées en longues grappes s'ouvrent les unes après les autres, sources de pollen durant plusieurs semaines pour les insectes (Pollinisation entomogame et dissémination épizoochore).
Le fruit est une capsule glabrescente, ovoïde-conique brun pâle, produisant des graines très petites et rondes.

## Propriétés
Tout comme pour la digitale à grandes fleurs, on ne trouve pratiquement pas de cas d'intoxications par cette plante. Or, elle est plus riche en hétérosides cardiotoniques que la digitale pourpre et certains auteurs[Lesquels ?] la considèrent comme 2 ou 3 fois plus toxique que cette dernière. C'est donc une plante qu'il faut considérer comme très dangereuse.
Elle forme parfois des hybrides avec la digitale pourpre ou avec la digitale à grandes fleurs. Ces hybrides ont alors des caractères des parents.

## Habitat
En France, elle est relativement commune dans l'étage collinéen sur substrats calcaires et certains massifs montagneux cristallins (Massif central, Vosges, Corse, Pyrénées, etc.), sur le bord des chemins et en lisière de forêts. Elle est plus rare dans l'Ouest et le Sud-Ouest.
On la trouve sur l'adret et jusque vers 1 700 m, y compris dans les massifs de la Sainte-Baume et de la Sainte-Victoire, en ubac au-dessus de 700 m environ en forêt et dans les clairières, creuses ou éboulis.
On ne la trouve pas en Bretagne, et elle est rare ou absente hors des massifs précités et absente en basse Provence.
On la trouve en Belgique au sud du Sillon Sambre-et-Meuse. Sa répartition est disparate et ses stations, assez rares, sont stables de siècle en siècle, là où le milieu (sous les feuillus) n'est pas altéré.

## Caractéristiques/Résumé
- Organes reproducteurs
  - Couleur dominante des fleurs : blanc
  - Période de floraison : juin-septembre
  - Inflorescence : racème simple
  - Sexualité : hermaphrodite
  - Ordre de maturation : protandre
  - Pollinisation : entomogame
- Graine
  - Fruit : capsule
  - Dissémination : épizoochore
- Habitat et répartition
  - Habitat type : ourlets basophiles médioeuropéens, xérophiles
  - Aire de répartition : européen occidental

Données d'après : Julve, Ph., 1998 ff. - Baseflor. Index botanique, écologique et chorologique de la flore de France. Version : 23 avril 2004.

## Synonymes (taxonomiques et nomenclaturaux)
Pour Digitalis lutea L. (N° nomenclatural BDNFF : 22412)
- Digitalis acuta Moench [nom. illeg.]
- Digitalis lutea L. subsp. lutea
- Digitalis lutea L. var. bracteata Lej. & Courtois
- Digitalis lutea L. var. ciliata Lej. & Courtois
- Digitalis lutea L. var. glanduloso-villosa F.Gérard
- Digitalis lutea L. var. hirsuta Coss. & Germ.
- Digitalis lutea L. var. pubescens Bréb.
- Digitalis nutans Gaterau [nom. illeg.]
- Digitalis parviflora All.
- Digitalis parviflora Lam. [nom. illeg.]

## Histoire
Jadis, la Digitale jaune était considérée comme une plante magique associée à la magie blanche. Plante médicinale des pathologies cardiaques, la Digitale jaune est cependant moins prisée que la Digitale pourpre parce que, d'une part, elle contient moins de principes actifs que cette dernière et que, d'autre part, il s'agit d'une plante protégée.